# 2014年二十国集团布里斯班峰会
2014年二十国集团布里斯班峰会（英語：2014 G-20 Brisbane summit）是20国集团政府首脑第九次会议，2014年11月15日-16日于澳大利亚昆士兰州首府布里斯班召开。会场设在南布里斯班的布里斯本会展中心。
2013年12月1日，布里斯班成为20国集团会议正式举办城市。2014年11月14日为布里斯班的公众假期。超过4000名代表和2500名媒体代表出席会议。毛里塔尼亚、缅甸、新西兰、塞内加尔、新加坡和西班牙的领导人应邀出席本次峰会。

## 议程
欧洲国家领导人表示，愿意支持经济复苏，协助全球经济摆脱经济危机。欧盟委员会主席巴罗佐和欧盟理事会主席范龙佩强调协调发展战略、敲定金融改革核心协议、税收和反腐败的重要性。
Waheguru Pal Singh Sidhu表示，本届峰会的主要目标是“为经济增长、财政再平衡和新兴经济体、投资和基础设施、就业和劳动力流动提供战略重点”。新南威尔士州大学国际金融法教授罗斯·巴克利认为，本次峰会强调的是现有的战略，而非寻求改革协议的措施。
气候变化被排除在本届峰会议题之外，澳大利亚总理東尼·艾伯特解释这是为了不让着重于经济增长的议程主体被“搞混”。欧盟和美国的官员对这一突如其来的表示不满，因为往届峰会都把气候变化列入议事日程。
当地媒体表示，澳大利亚对议程有显著影响。洛伊国际政策研究所20国集团研究中心主任表示，20国集团想要获得实质性成果，需将重点放在提高基础设施建设费用、多边贸易体系和打击税基侵蚀和利润转移上。避税问题的讨论，助长了卢森堡与340多家跨国公司间的保密税收协定的披露（参见卢森堡避税门）。
2014年，二十国集团财长和央行行长多次举行会谈。悉尼在2014年2月21日-23日举办了其中一场，紧接着又于2014年9月在凯恩斯开了一场。9月的会议上，与会各国同意自动交换税务信息以减少逃税现象。堪培拉举办了二十国集团财长和央行副行长会议。2014年7月，二十国集团官方青年活动——二十国集团青年峰会在悉尼举行，而每年的二十国集团劳工和就业部长会议，则于9月在墨尔本举行。官方级别的部长级会议全年做开会准备。

## 筹备工作
2011年二十国集团戛纳峰会期间，时任澳大利亚总理朱莉娅·吉拉德提出让澳大利亚举办2014年峰会。布里斯本拥有更好的装备以应付显著增加的进港航班，而击败当时会展中心正在翻修的悉尼。2013年10月29日，昆士兰议会表决通过《二十国集团安保法案》。

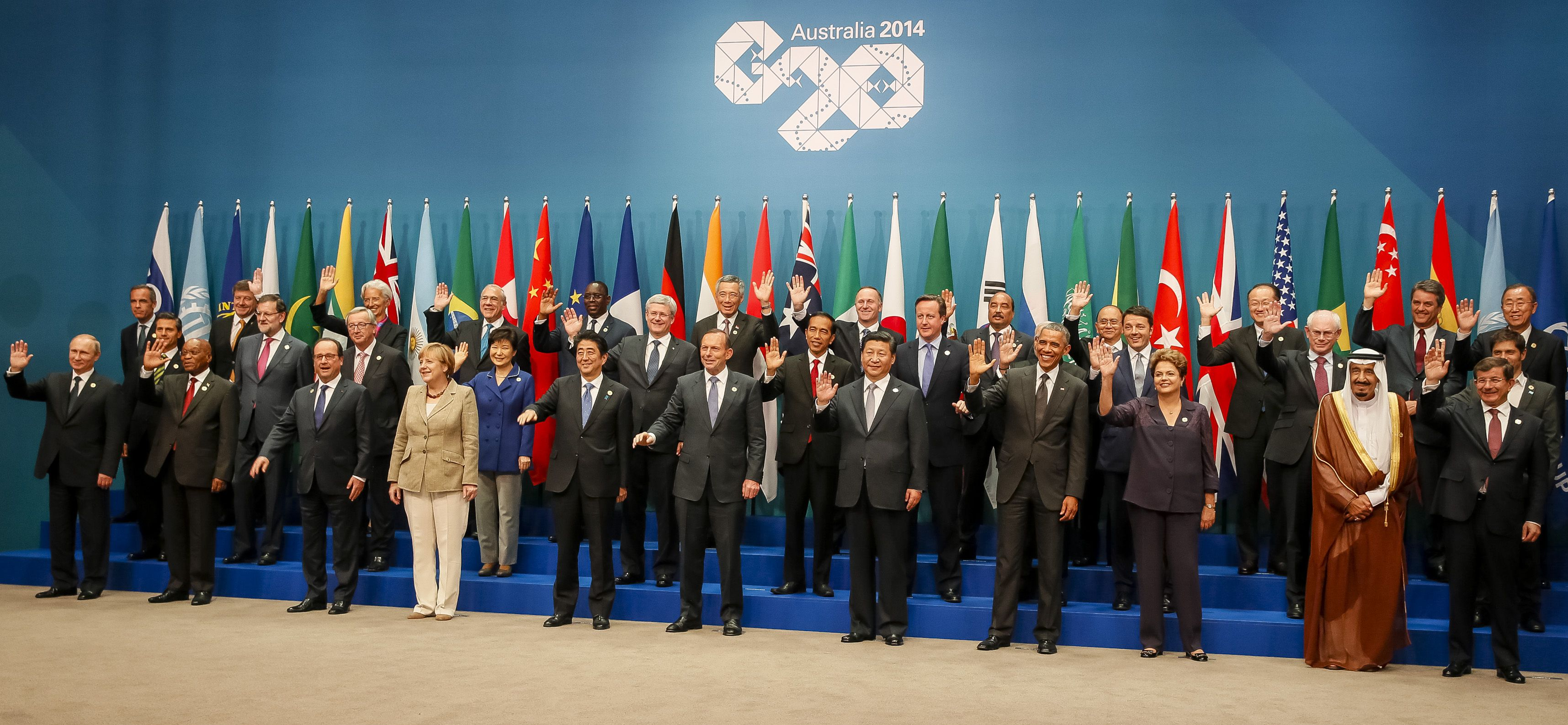
二十国集团领导人合影

本次活动涉及复杂的安全行动。活动组织者需确保安保措施已经到位，以保护游客，同时要最大限度地减少对内城居民和商家的干扰。约6000名昆士兰、乃至全国和新西兰的警方，将确保状况安全，超过600名志愿者为峰会服务。
中央商务区和布里斯班机场间的道路被暂时封闭。约1500名安全专家，包括州际和海外人士，与数千名昆士兰州警察，共同执行巡逻任务。中央商务区和周边郊区的公共交通服务减少。布里斯班医院的一幢大楼，专门在峰会期间供全球领导人使用。
峰会期间，政府无线网络需要公共安全通信。峰会前，Telstra在布里斯班、黄金海岸和凯恩斯设立网络，随后推广至整个昆士兰州东南部。
澳大利亚政府斥资180万澳元，专为本次峰会租来16辆防弹梅赛德斯-奔驰S级保镖级别豪华轿车。不过美国总统奥巴马和普京搬来了自己的车。
2014年10月6日，800人参与了应对安全问题、人流管理和交通服务的超过10小时的安全演习。演员们扮成与会代表，搭乘澳航波音737-800客机抵达布里斯班国际机场，在由13辆警用摩托车、警车、轿车、面包车、越野车和厢型车的护送下，从机场前往酒店。
本次活动预计费用为4亿澳元。

## 澳俄冷战
鉴于俄罗斯对马来西亚航空17号班机空难的反应，以及今年早些时候支持乌克兰的行动，澳大利亚和其他北约国家就是否允许俄罗斯总统弗拉基米尔·普京参加会议的问题产生分歧。澳大利亚外交部长朱莉·毕晓普拉拢其他G20国家，意图禁止普京参与会议，指出排除了普京也能达成共识。2014年7月的一项民意调查显示，49%的澳大利亚人不同意普京参与会议。9月，阿博特证实普京将出席会议，并指出“20国集团是透过协商达成一致的国际盛会，轮不到澳大利亚和个别20集团成员作主。”
2014年11月，俄罗斯派出舰队进入澳大利亚海岸对开的国际水域，为普京保驾护航。舰队包括瓦朗格号、薩波什尼科夫元帥號驅逐艦、一辆打捞救援船和一艘补给舰。对此，澳大利亚派遣斯图尔特号和帕拉马塔号，并用P-3猎户座侦察机监察俄罗斯的举动。尽管俄罗斯派遣军舰陪同总统出席国际峰会早有先例，但东道国不知道舰队的规模，这才导致前所未有的这一幕。
普京在峰会正式开幕前不久提前离开。加拿大总理史蒂芬·哈珀对普京说：“我虽然会跟你握手，但我还得告诫您不要插手乌克兰。”这一幕发生在普京接近哈珀和其他G-20领导人时，主动向哈珀伸手。而普京的回应是：“那是不可能的，我们又不在那。”

## 香港問題
美國總統歐巴馬在峰會期間，公開表示支持香港的雨傘革命。歐巴馬在昆士蘭大學發表演講時，提及港人爭取真普選的雨傘革命，並認為這是一場支持民主、爭取普世權利的抗議行動。中華人民共和國領導人習近平則表示香港事務為中國內政，指歐巴馬干涉中國內政。

## 安保措施

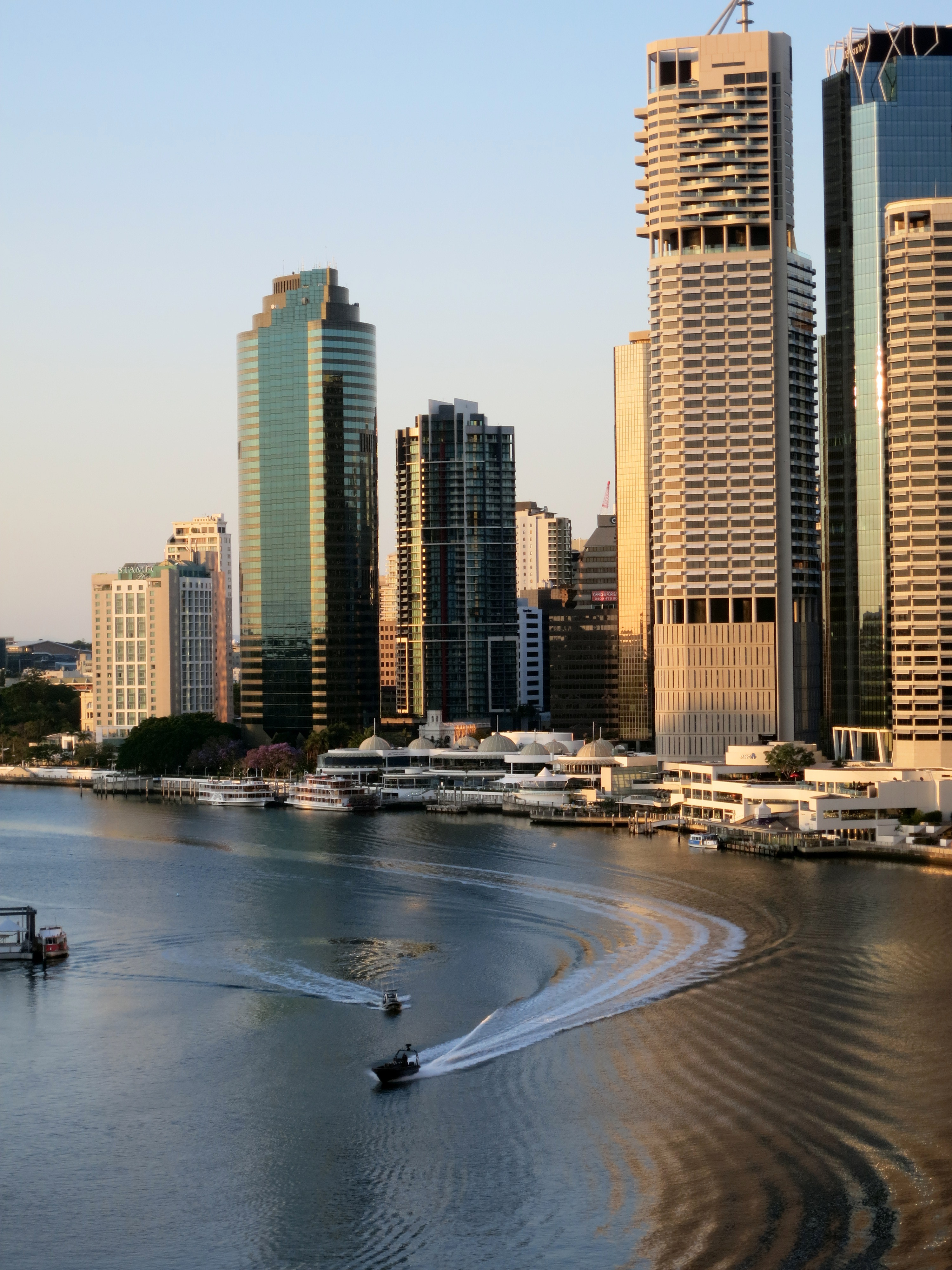
峰会前日，警用艇在布里斯班海面巡逻

11月8日，会场邻近区域被封闭，并由警方把守。普通公民的自由活动受限。根据《2014年二十国集团安保条例》和《2013年二十国集团安保法》第12条，警察专员或部长可随时更改禁区范围。禁区内居民必须接受安检，车辆须配备安全通行证才能通行。不接受安检的居民，即便缴纳住宿费也会被驱离。
逮捕令不适用的公民绝对权力不受二十国集团法例限制，除了《2000年警察权利法》所列的无需检控即可拘留、容易触发案件的被捕人士，以及广泛搜查良民、脱衣搜查、禁止在公开场合携带日常家居用品。有后台的官员若不合法遵循指示，将被加重刑罚。《1992年和平集会法案》在峰会期间被暂停，标语牌的大小、允许抗议的内容和地点被严格规范。法律观察家在会议期间将监督警力的运行。重罪刑罚将被强制执行，而大多数普通罪行将被判处50-100个单位的罚款，在2014年统一为110元。

## 與會領袖
阿根廷总统克里斯蒂娜·费尔南德斯·基什内尔因病首次缺席G20峰会，由经济部长Axel Kicillof代替出席。

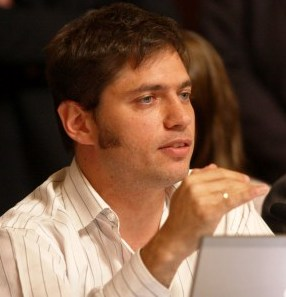
阿根廷
經濟部長（西班牙语：Ministerio de Economía (Argentina)）阿克塞尔·基西洛夫（西班牙语：Axel Kicillof）
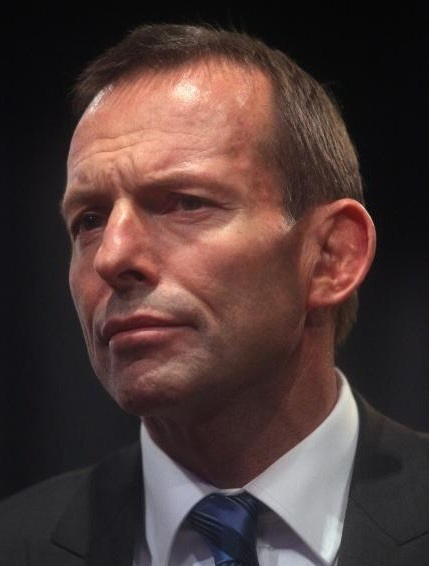
澳洲 總理東尼·艾伯特（主办国）
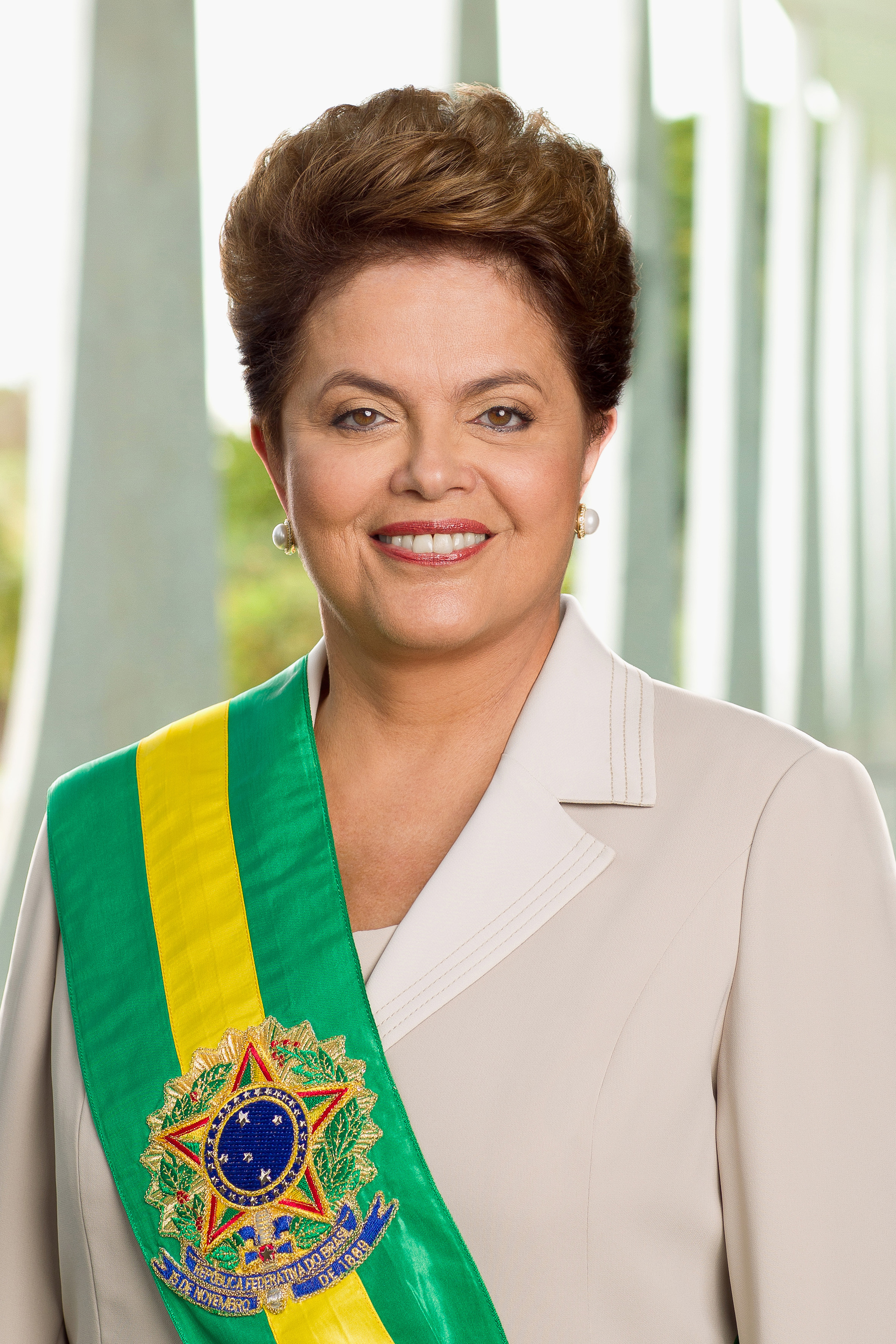
巴西 總統迪爾瑪·羅塞夫
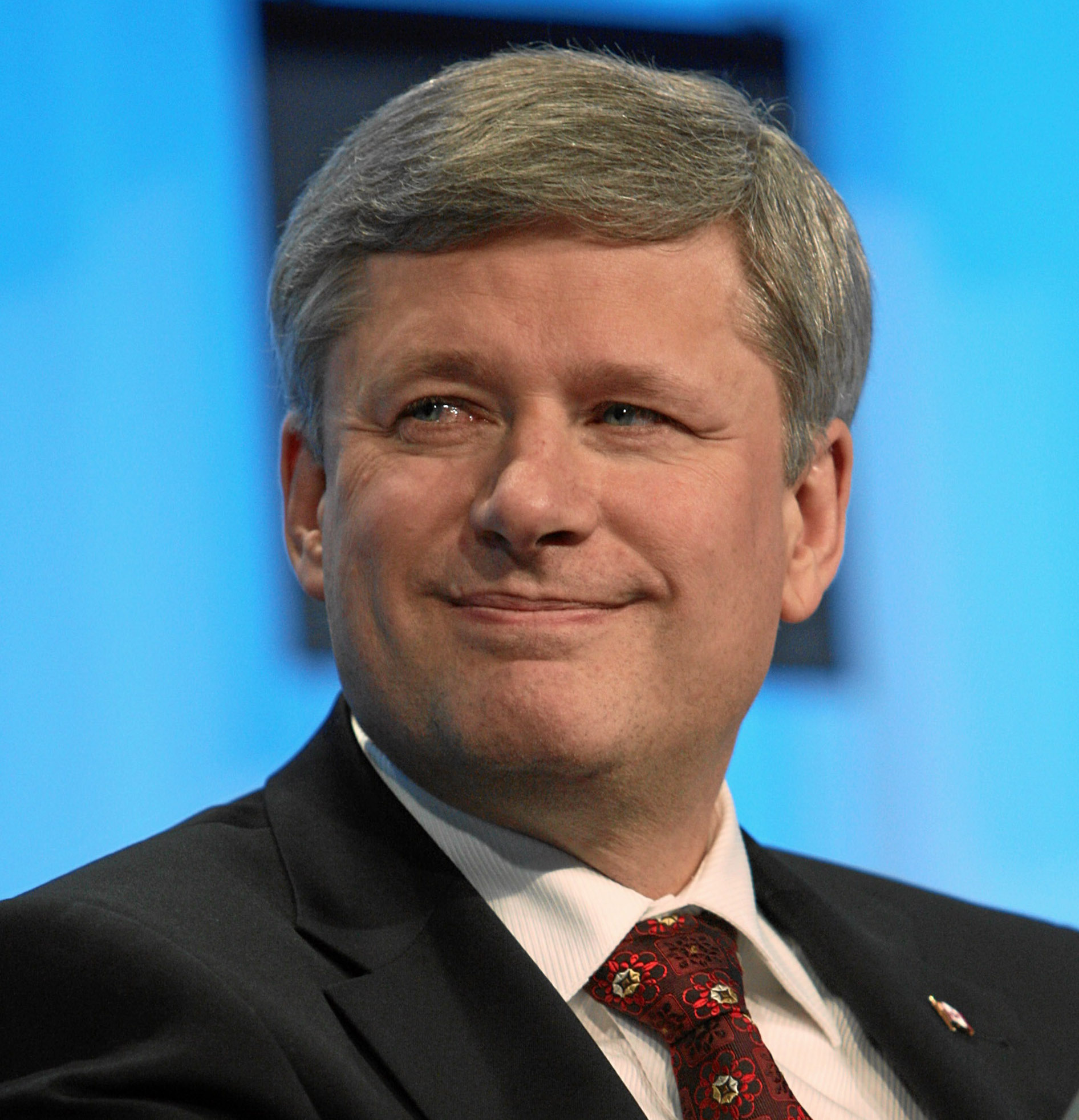
加拿大 總理史蒂芬·哈珀
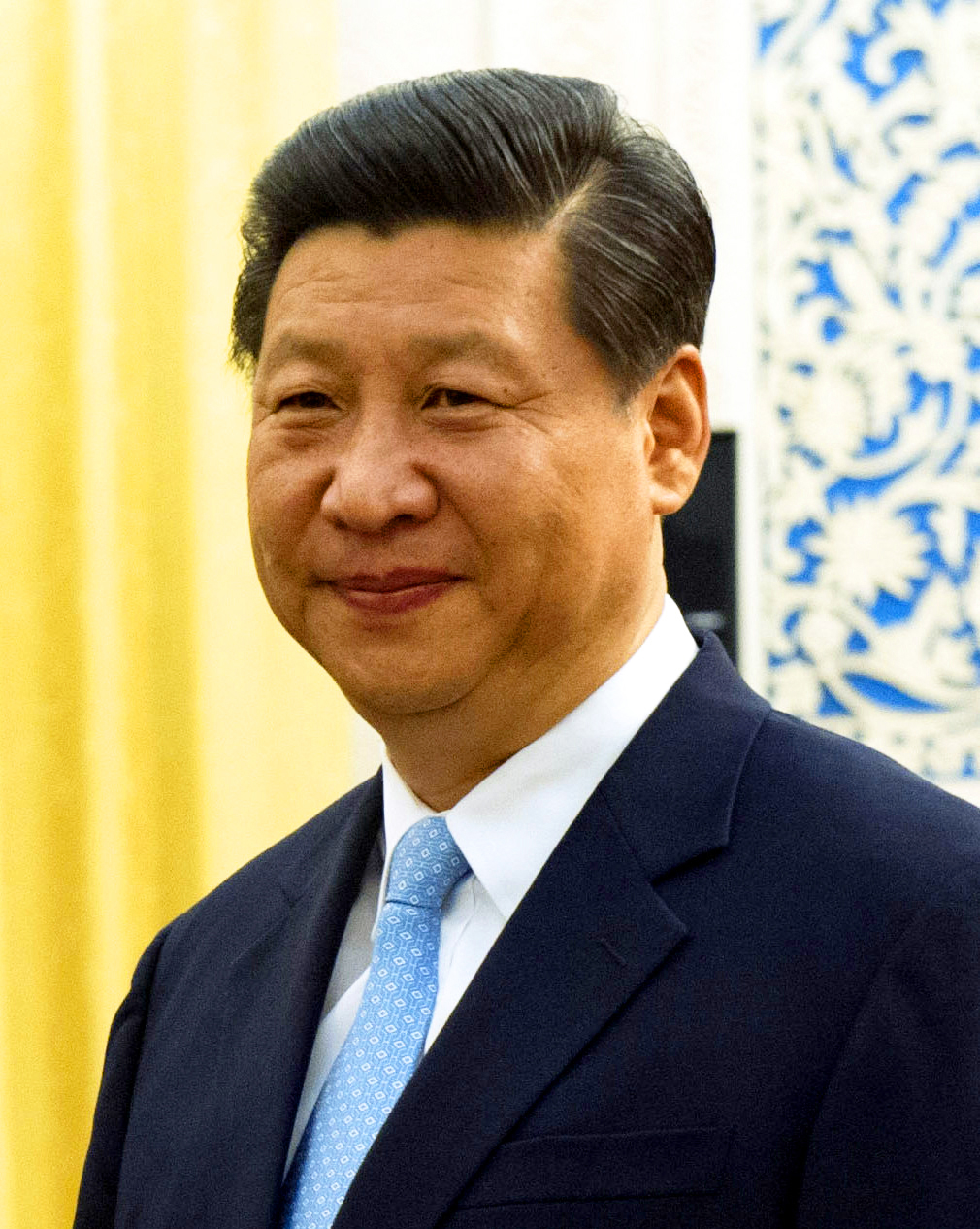
中國 國家主席習近平
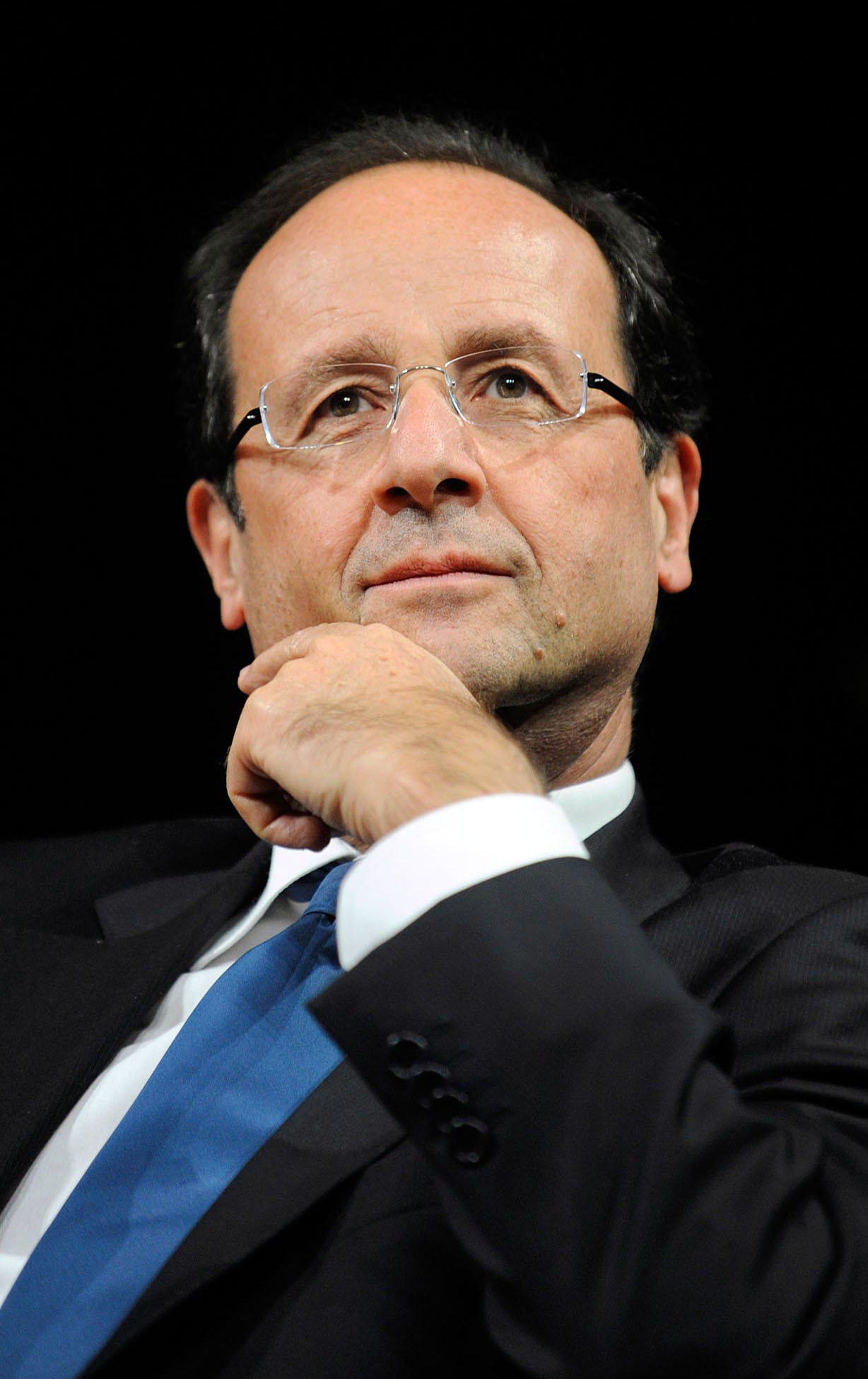
法國 總統法蘭索瓦·歐蘭德
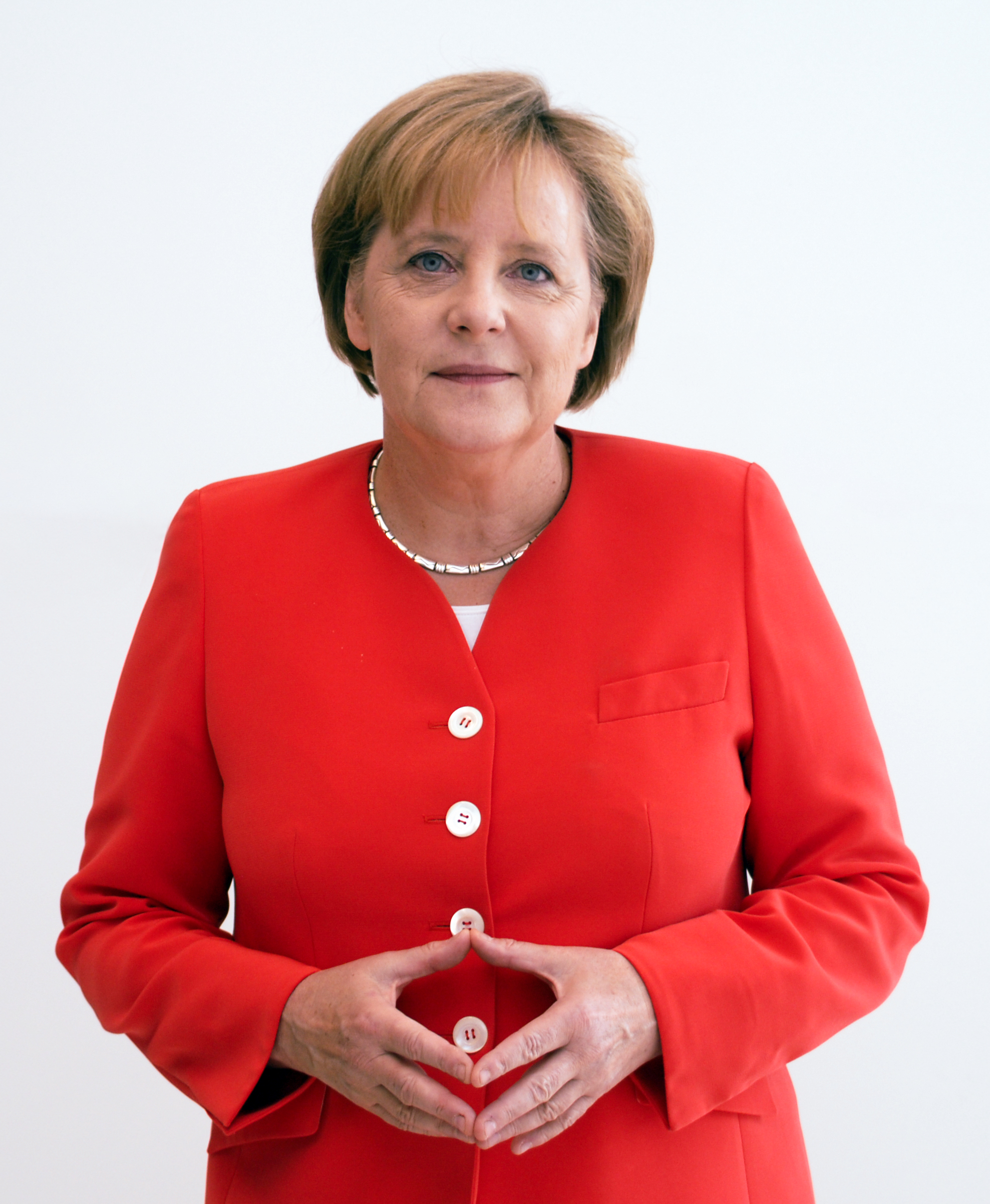
德國 總理安格拉·梅克爾
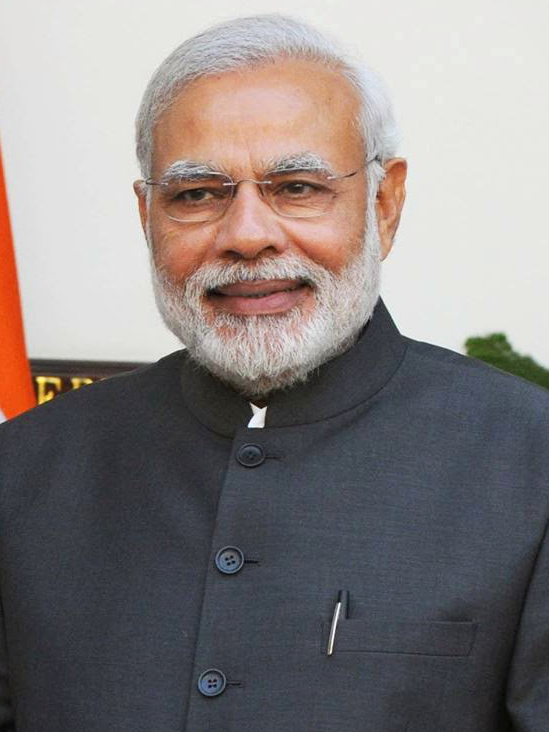
印度 總理納倫德拉·莫迪
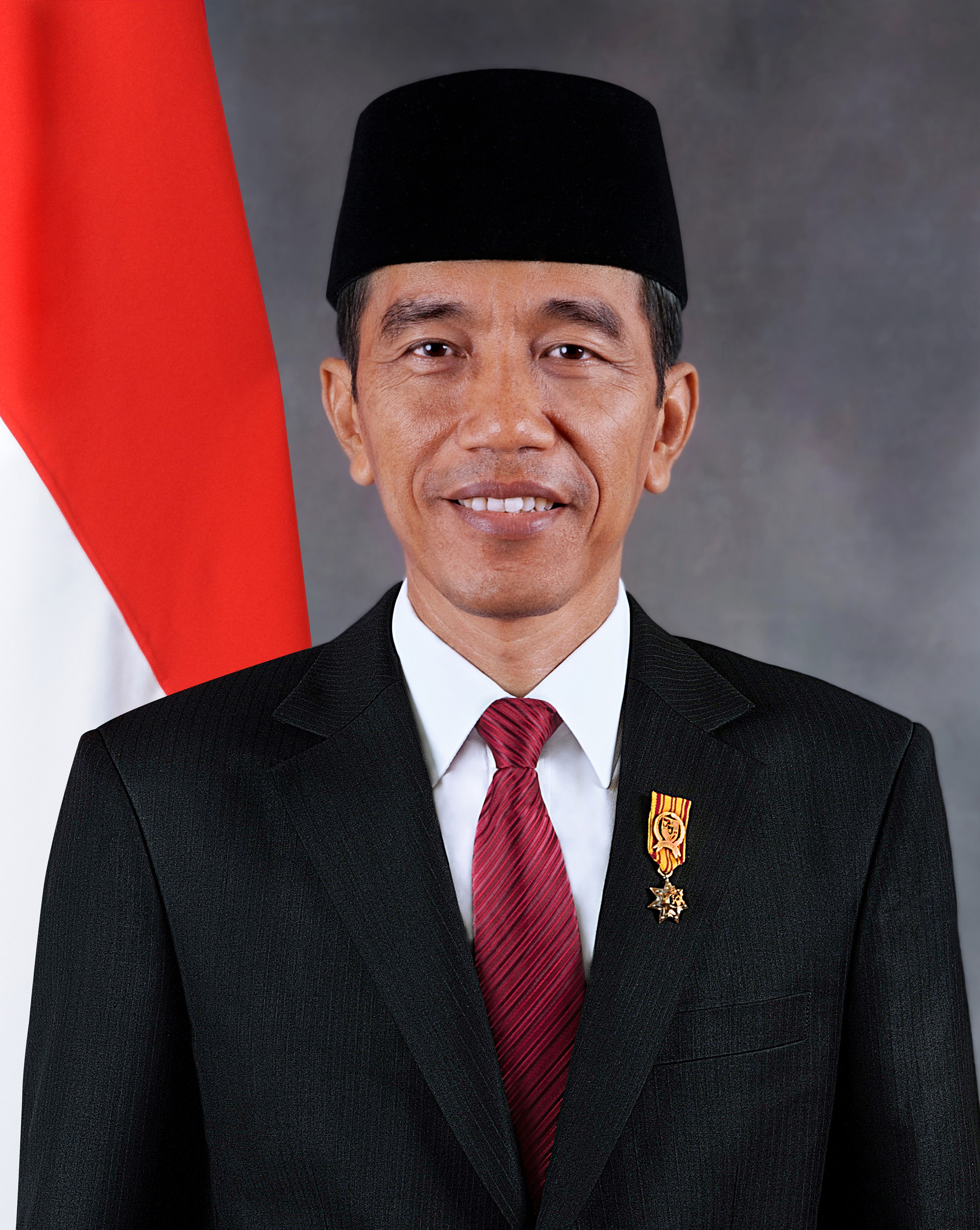
印尼 總統佐科·維多多
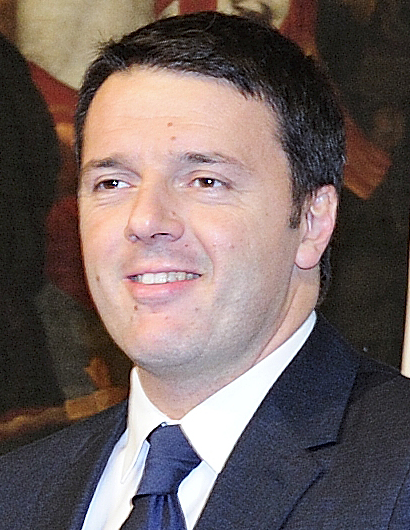
義大利 總理馬泰奧·倫齊
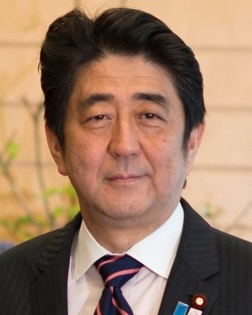
日本 總理大臣安倍晉三
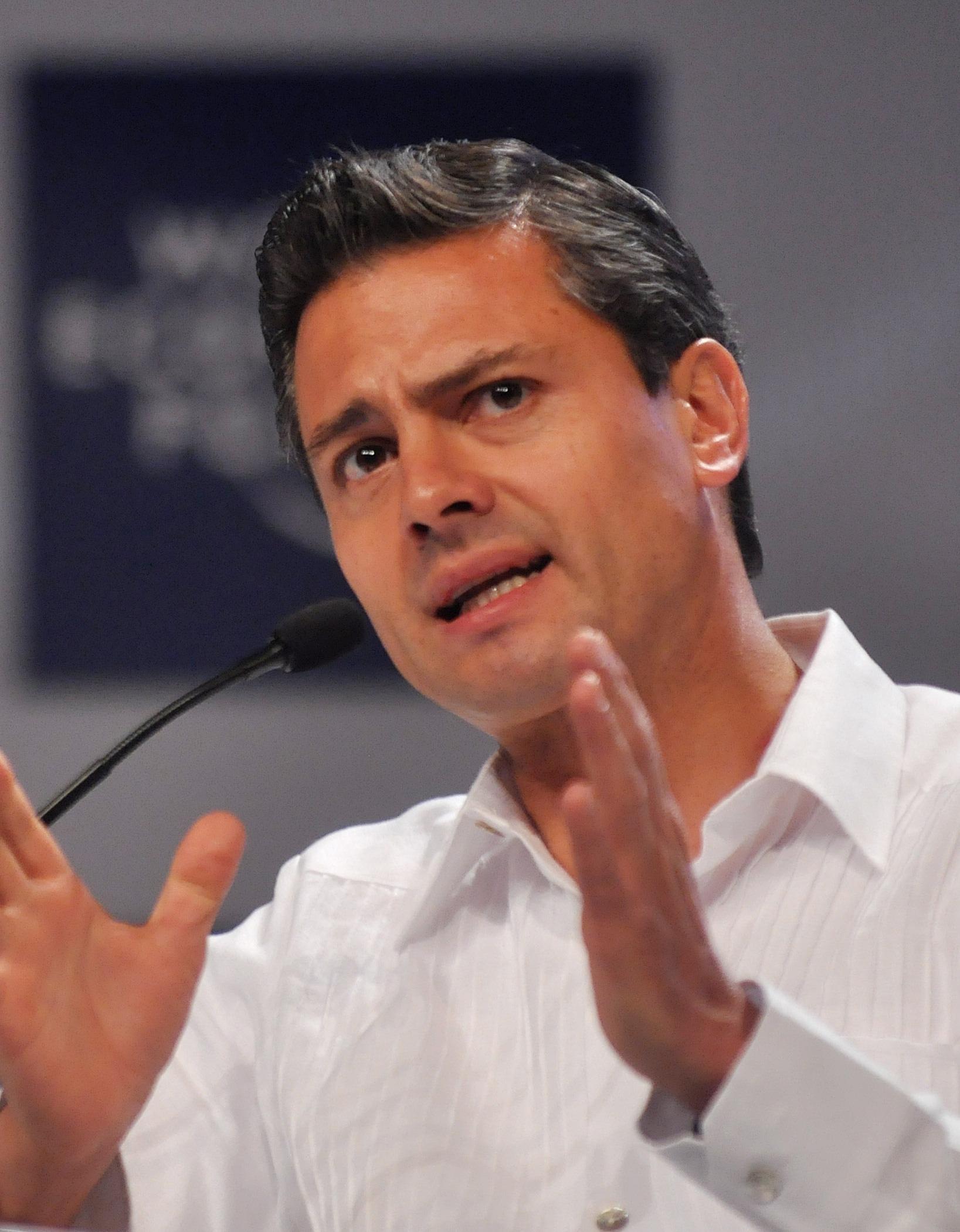
墨西哥 總統恩里克·佩尼亞·涅托
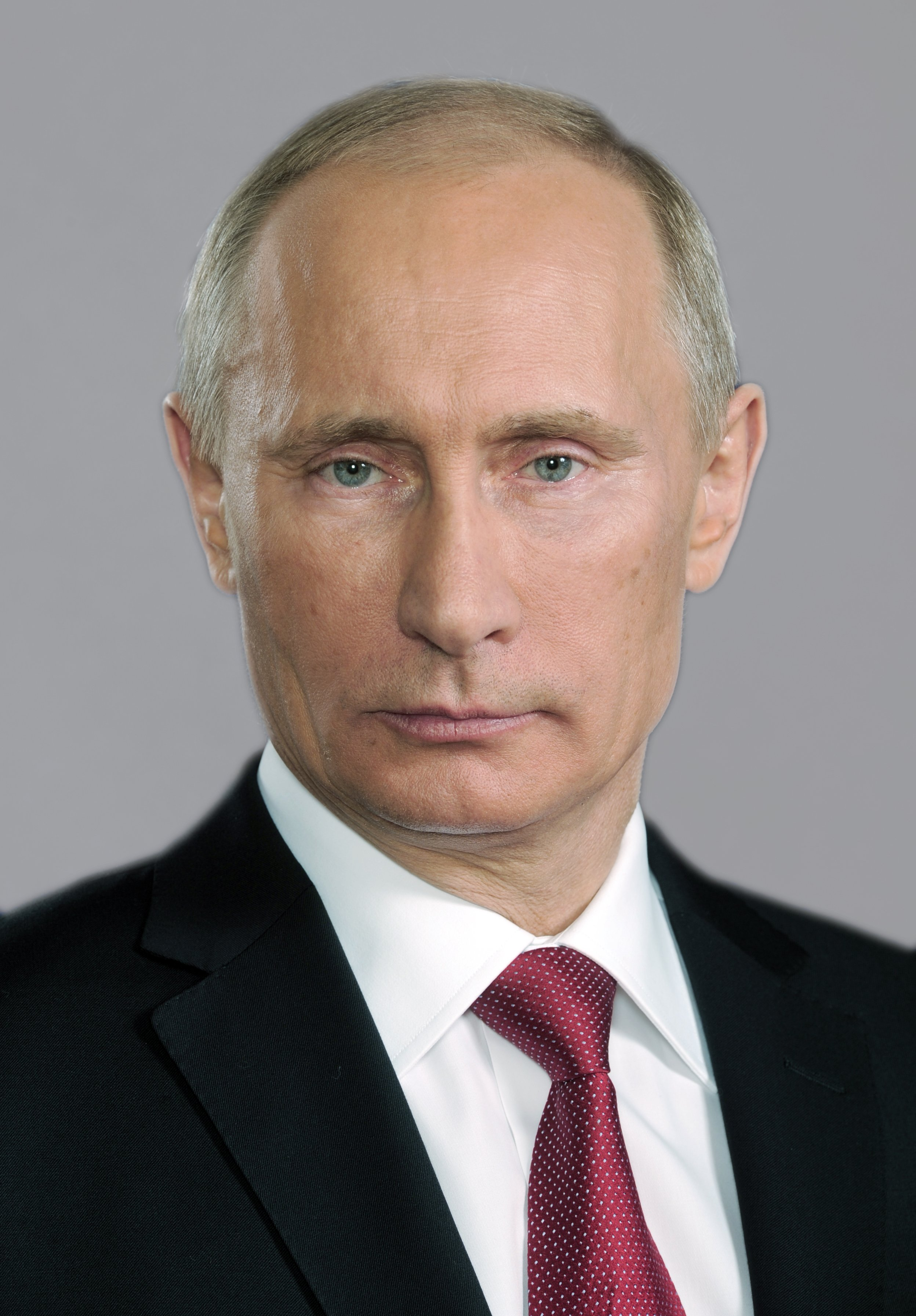
俄羅斯 總統弗拉基米尔·弗拉基米罗维奇·普京
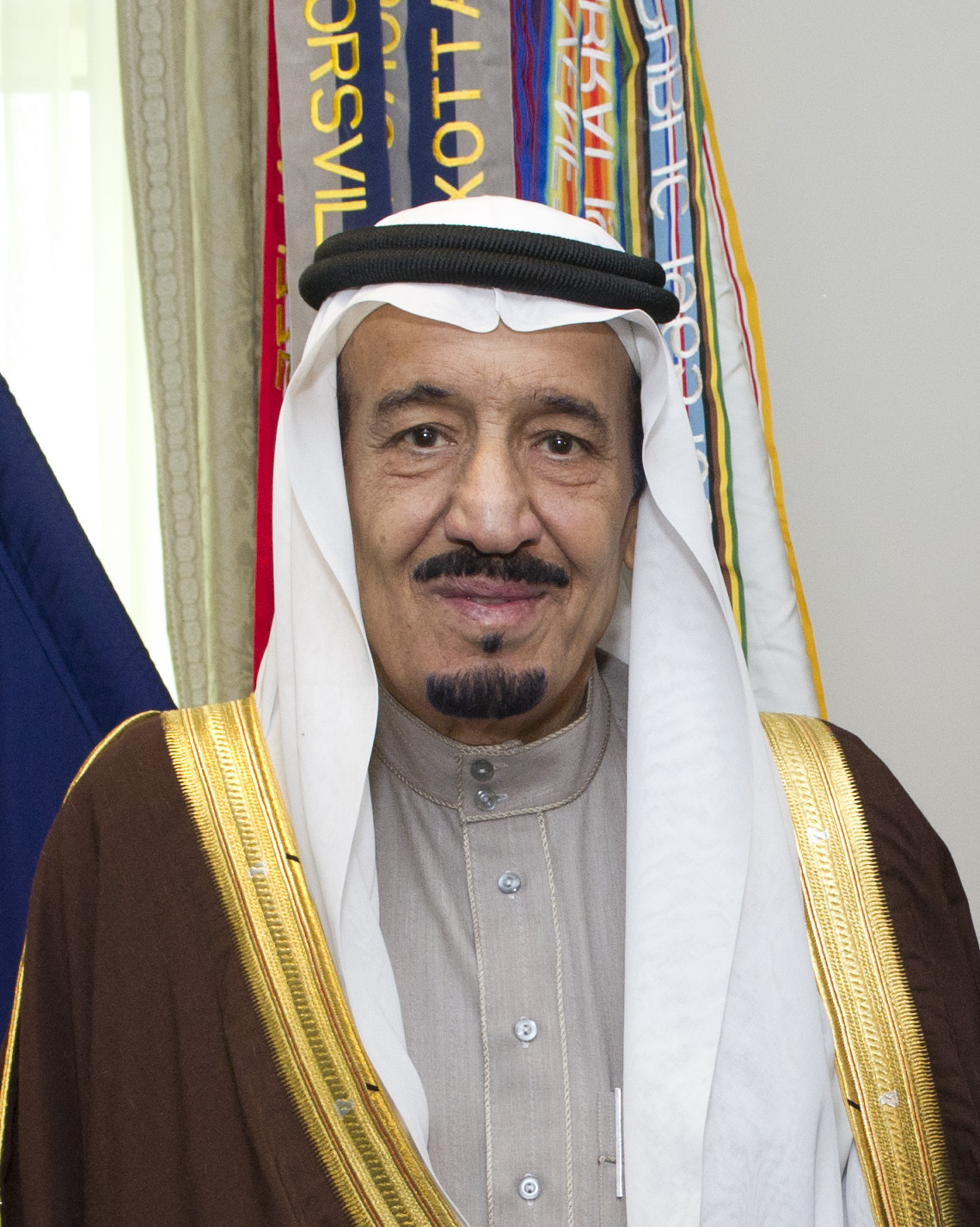
沙烏地阿拉伯 王儲薩勒曼
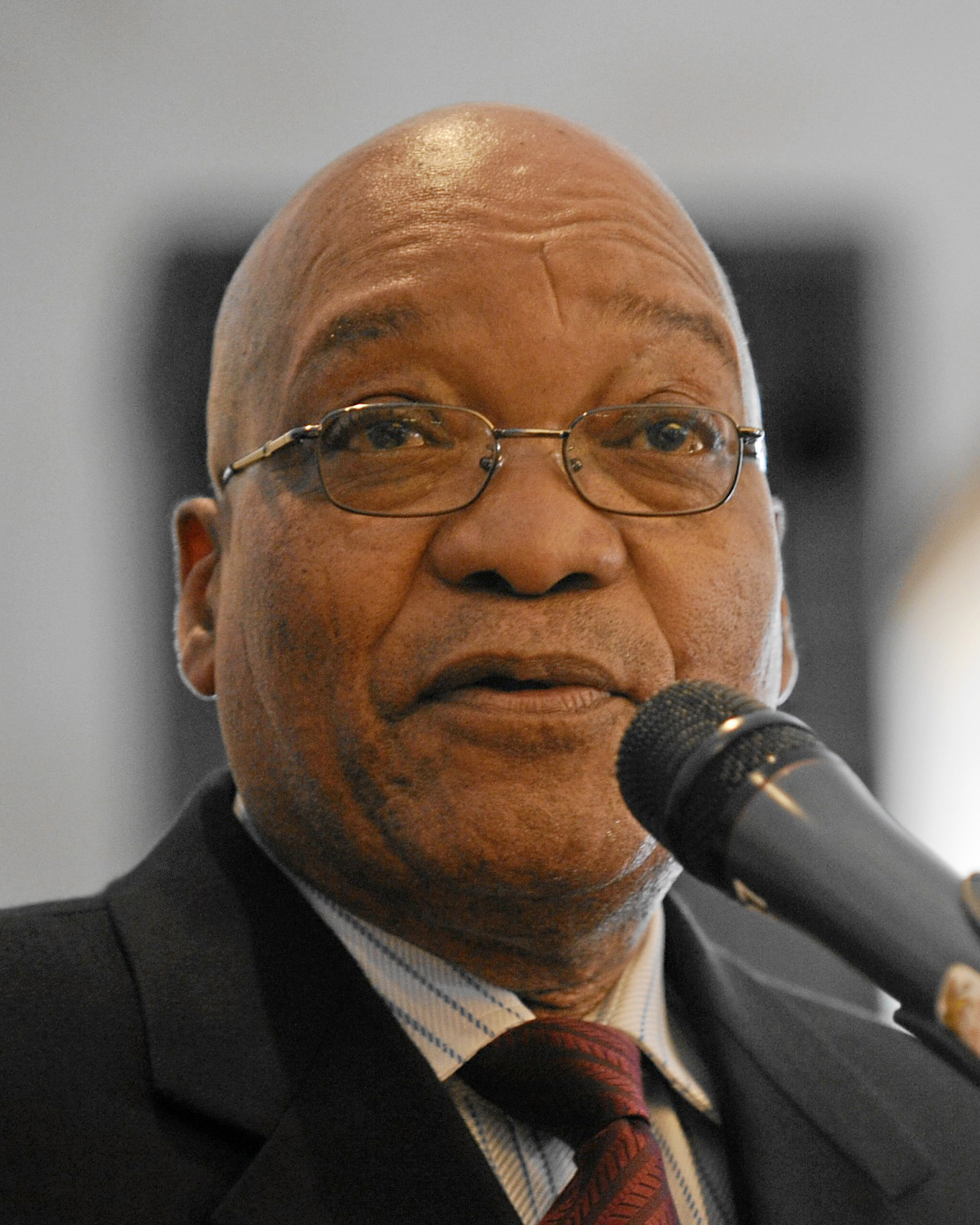
南非 總統雅各布·祖瑪
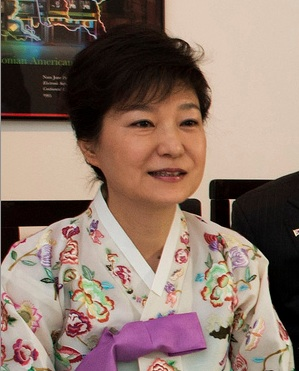
韓國 總統朴槿惠
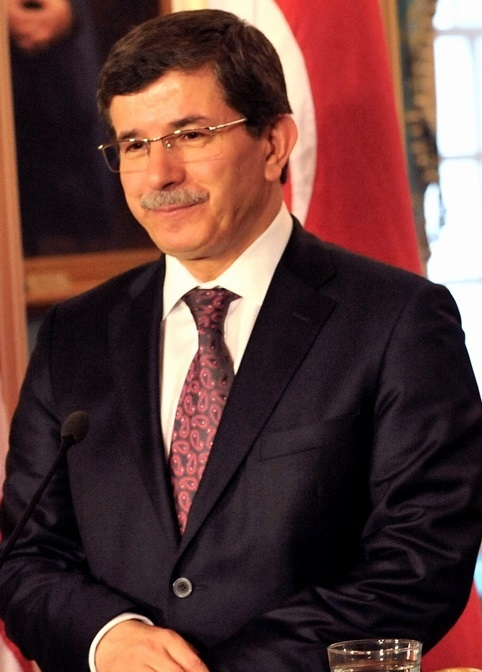
土耳其 總理艾哈邁德·達武特奧盧
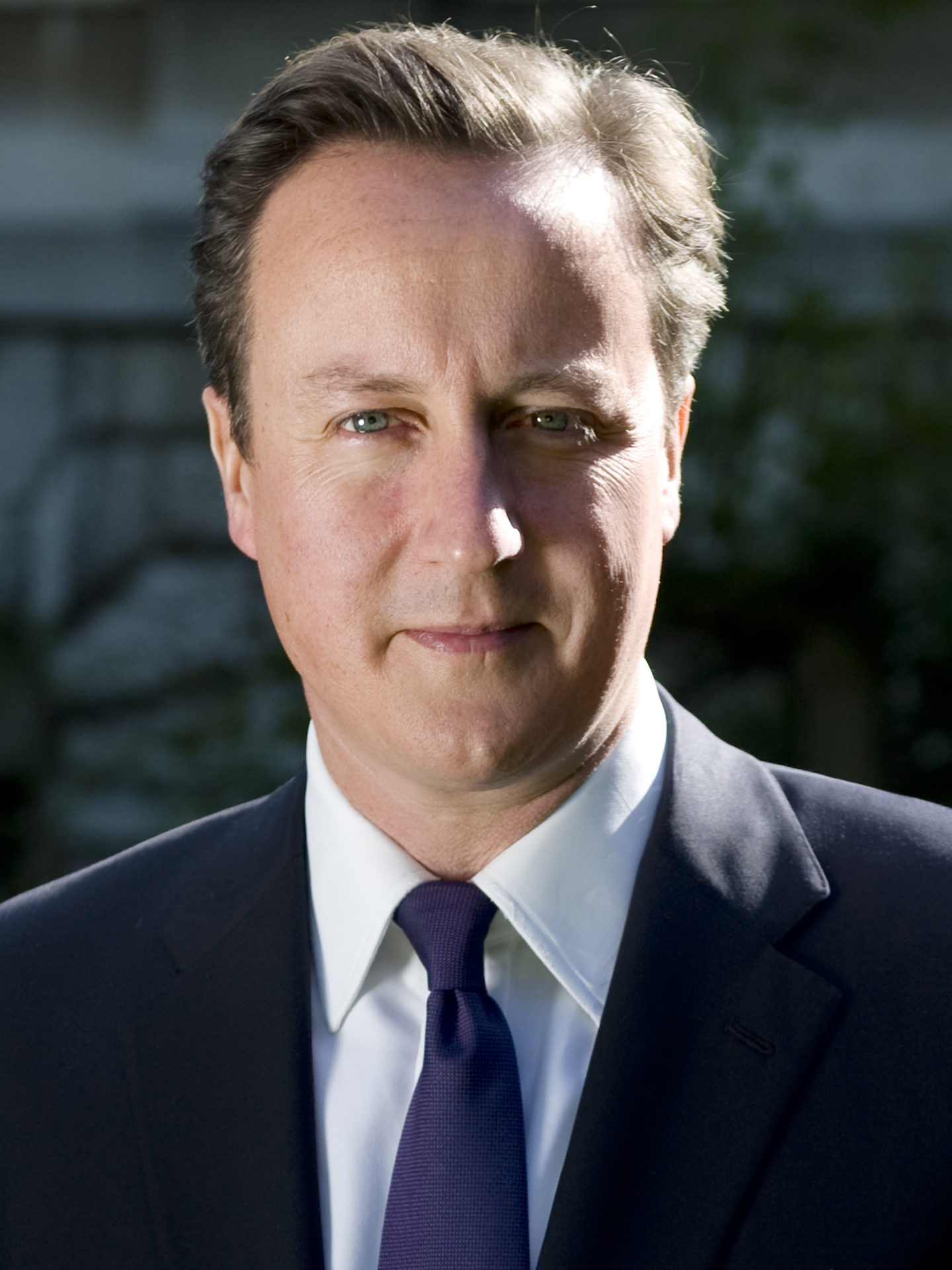
英國 首相大衛·卡麥隆
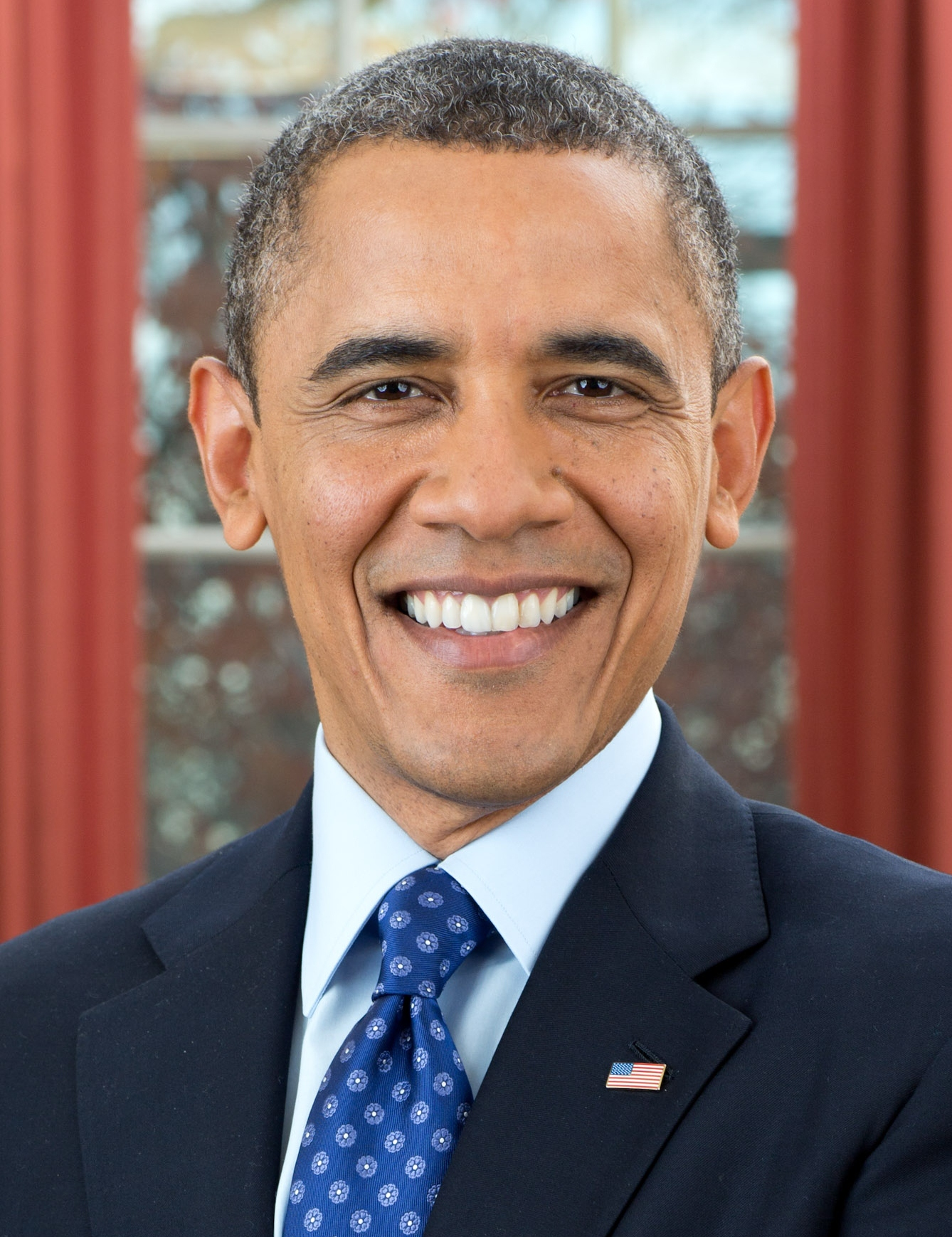
美國 總統巴拉克·歐巴馬
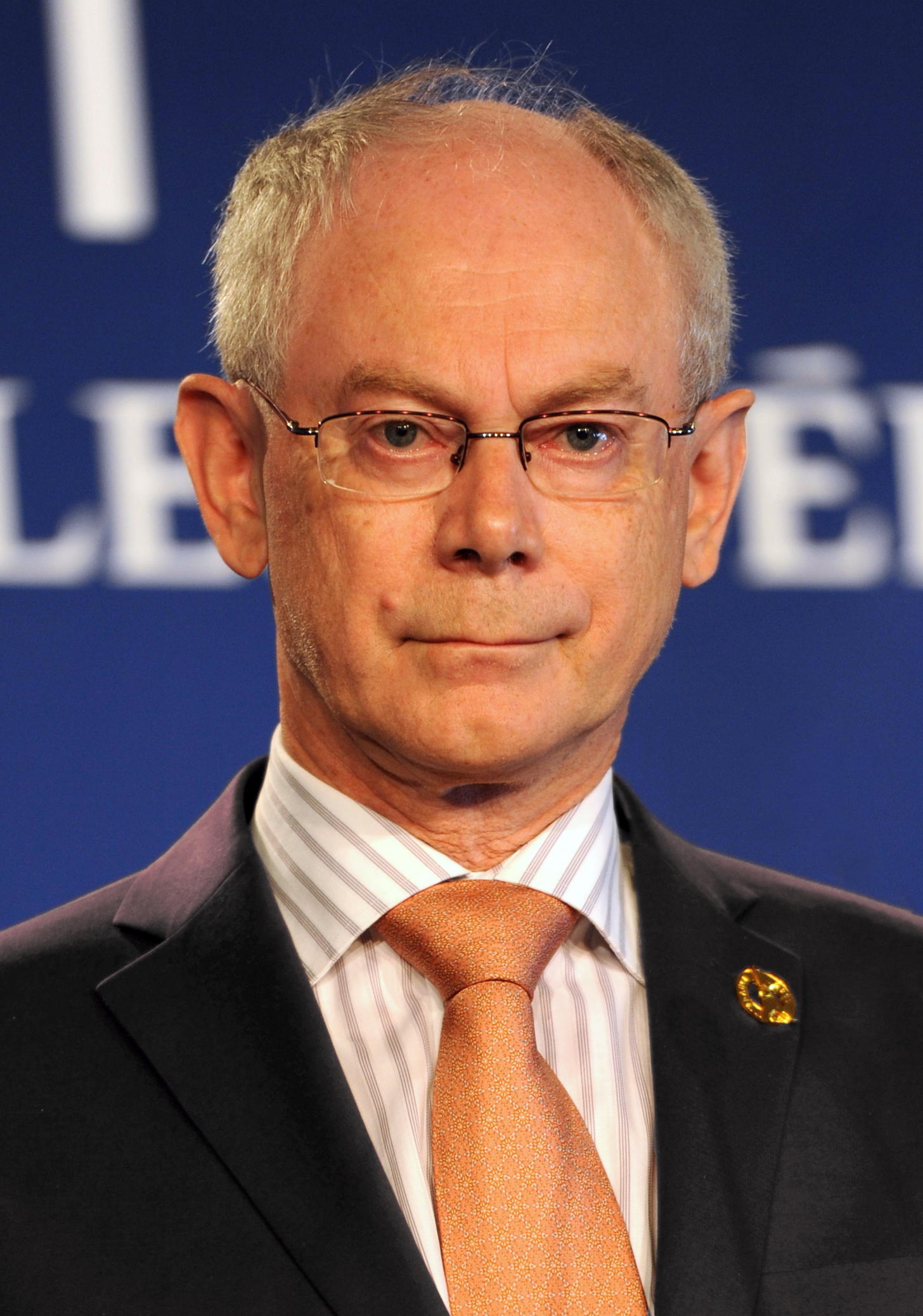
歐盟 歐洲理事會主席赫尔曼·范龙佩
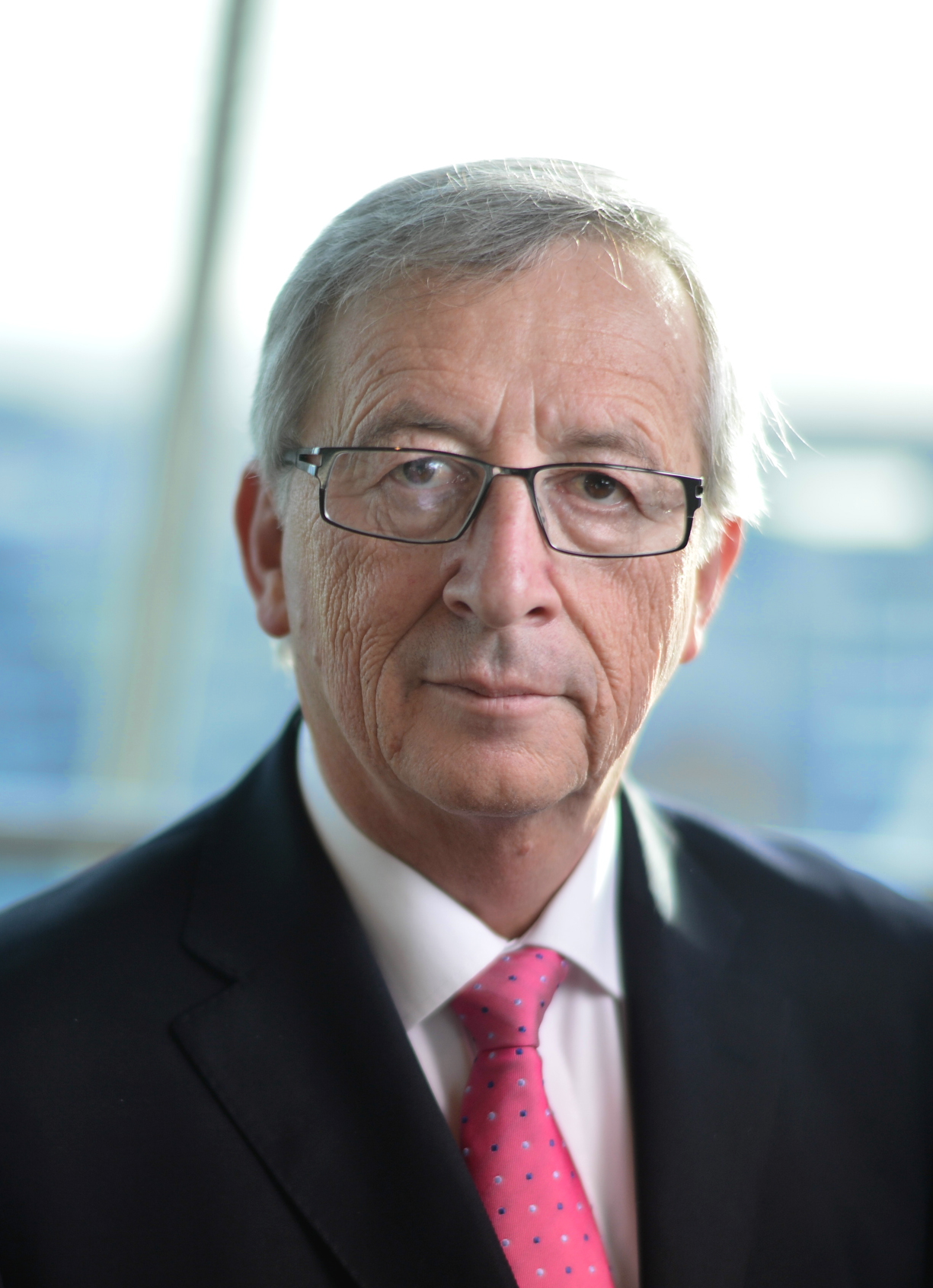
歐盟 歐盟委員會主席让-克洛德·容克

### 受邀嘉賓

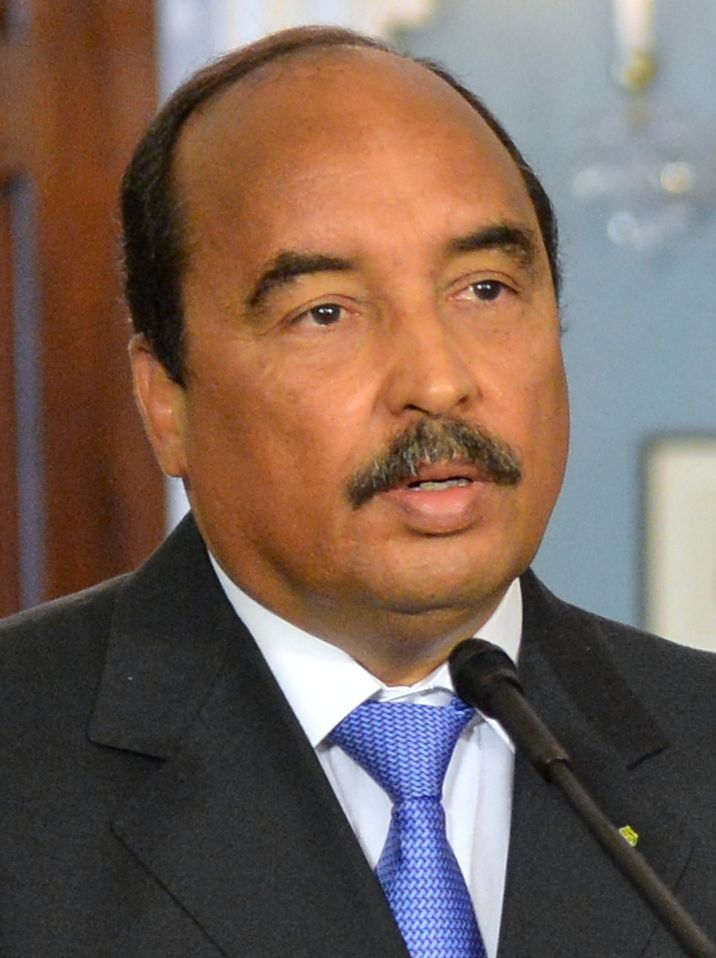
茅利塔尼亞 總統穆罕默德·烏爾德·阿卜杜勒-阿齊茲 2014年非盟轮值主席
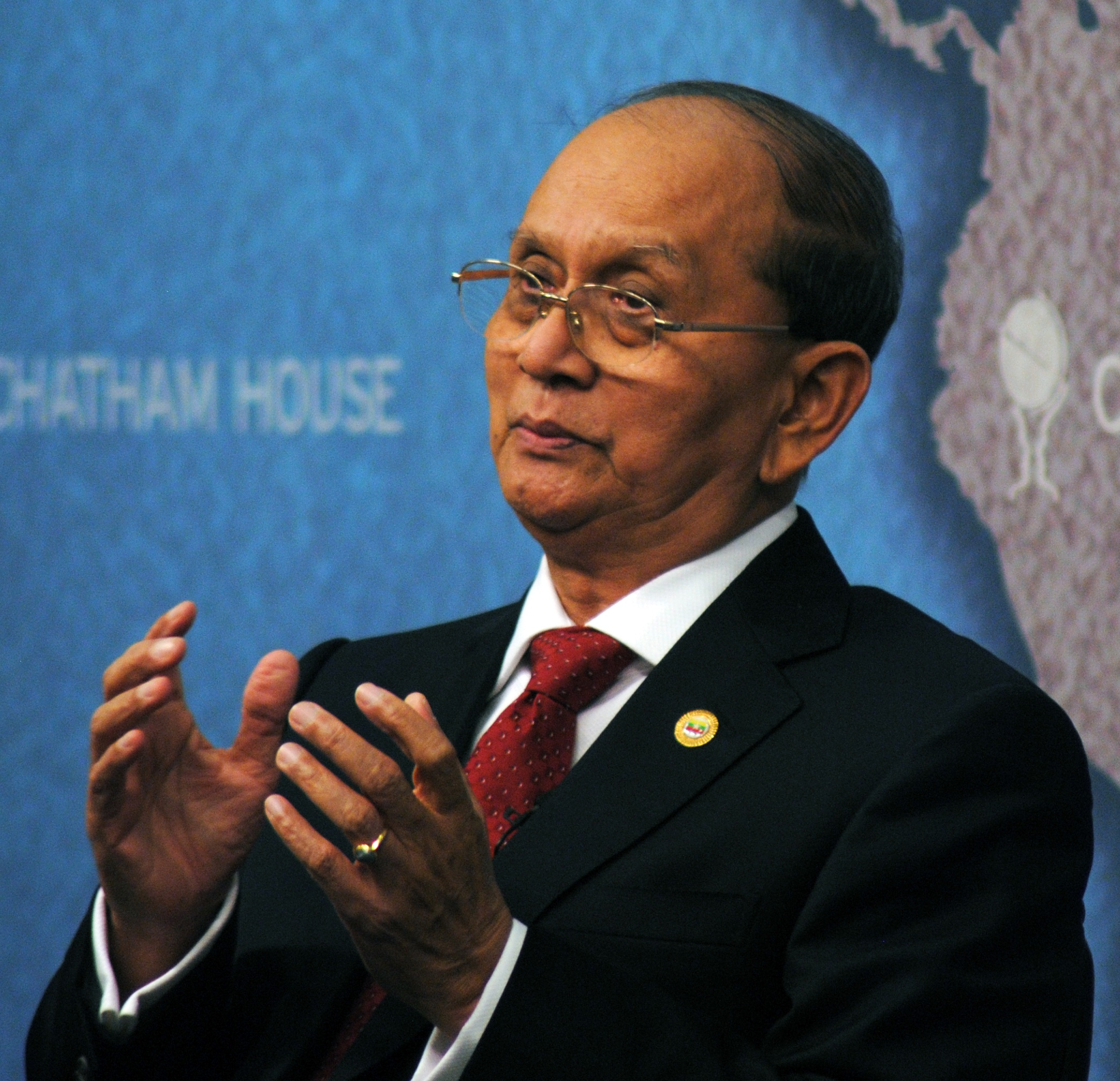
緬甸 總統登盛 2014年东盟轮值主席
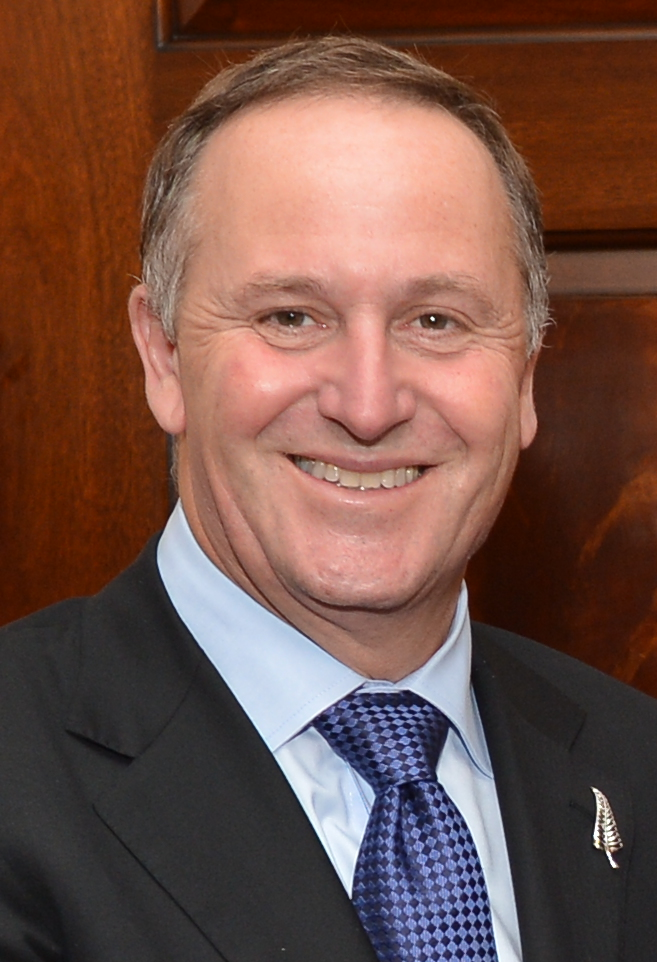
紐西蘭 總理約翰·基
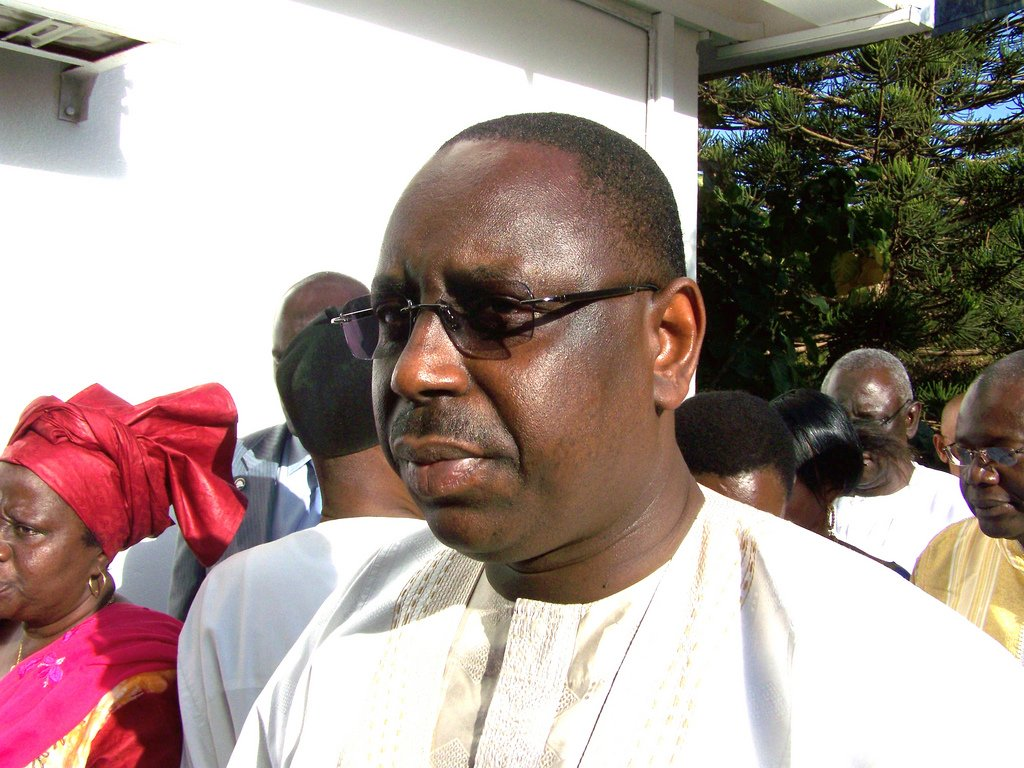
塞內加爾 總統麥基·薩勒 非洲发展新伙伴关系轮值主席
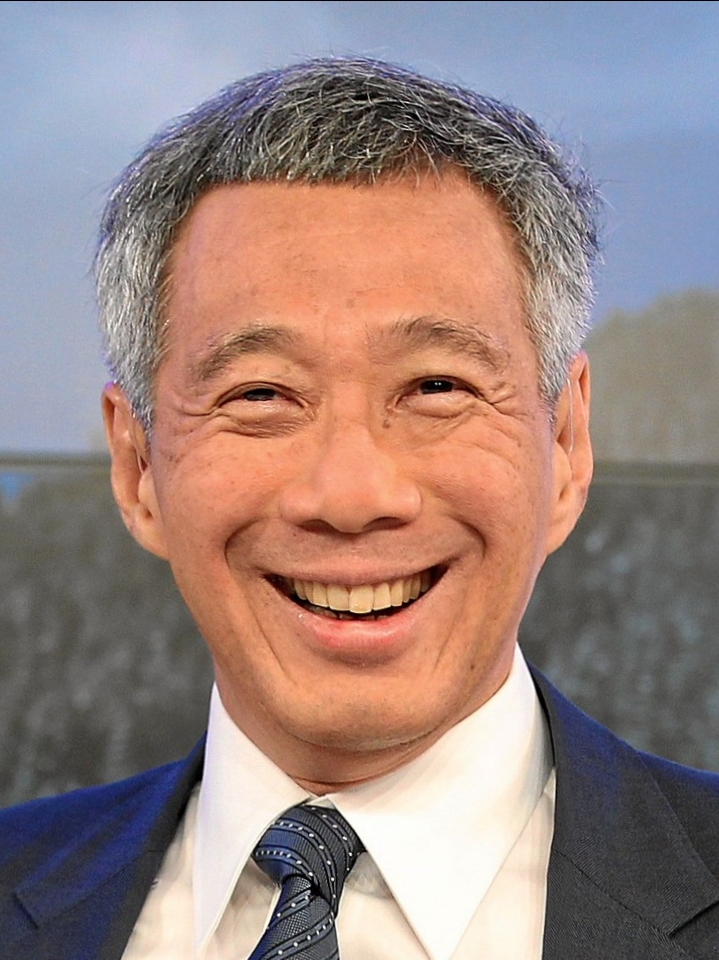
新加坡 總理李顯龍
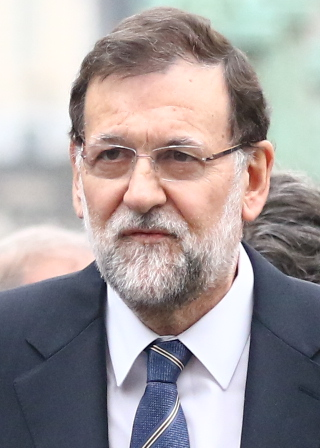
西班牙 首相马里亚诺·拉霍伊（永久受邀国）

## 会议成果
峰会过后，二十国集团领导人发表联合公报，总结各协议要点，重点是经济问题，强调全球经济增长、创造就业机会、增加贸易和减少贫困的计划。公报确立了在议会期间承诺的提高经济额外增长2%的目标，此外还将加大基础设施投资，创建四年期的基础设施枢纽，联系政府、私营部门、开发银行和有关国际组织。
公报还涉及全球金融系统的稳定性，提出减少金融体系风险、提高银行稳健性、使国际税收安排更公平、减少腐败和加强全球性机构的措施。尽管公报着眼于经济领域，能源供应、气候变化和西非埃博拉病毒疫情也被讨论。